# ألكسندرس تساونا

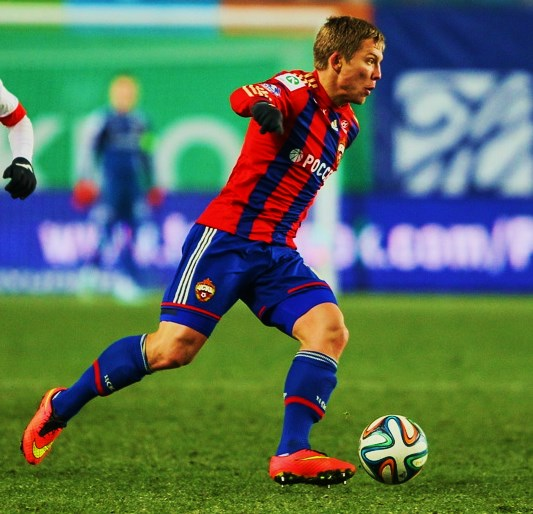

ألكسندرس كونا (باللاتفية: Aleksandrs Cauņa)‏ (مواليد 19 يناير 1988 في داوغالفس) لاعب كرة قدم لاتفي دولي يجيد اللعب في خط الوسط . يلعب حاليا لصالح نادي سكونتو اللاتفي منذ 2006 .

## روابط خارجية
- ألكسندرس تساونا على موقع الاتحاد الأوربي (الإنجليزية)
- ألكسندرس تساونا على موقع قاعدة بيانات كرة القدم.إي يو (الإنجليزية)
- ألكسندرس تساونا على موقع ناشيونال فوتبول تيمز (الإنجليزية)
- ألكسندرس تساونا على موقع Soccerbase.com (لاعب) (الإنجليزية)
- ألكسندرس تساونا على موقع Soccerway.com (الإنجليزية)
- ألكسندرس تساونا على موقع عالم كرة القدم.نت (الإنجليزية)
- ألكسندرس تساونا على موقع AS.com (الإسبانية)